# Gaozu de Tang
Gaozu de Tang, nacido como Li Yuan (566-635), fue uno de los primeros emperadores chinos, fundador de la dinastía Tang, en el cual ocupa el trono imperial entre 618 y 626, año en que abdicó en favor de su hijo Li Shimin. Gaozu restauró el orden y la unidad territorial en el Imperio, tareas a las que consagró la mayor parte de su reinado, sentando las bases de una nueva dinastía que habría de gobernar China durante casi tres siglos.
Li Yuan, un jefe militar procedente de una familia de la aristocracia septentrional, comenzó a destacarse en la guerra contra las tribus turcas durante el caótico periodo final del Imperio Sui (616-618). Aprovechando el vacío de poder, Li Yuan conquistó con su ejército la capital Chang´an (617) y derrotó progresivamente al resto de jefes sublevados en el norte del país, Li Mi o Hsue Chu entre otros, en una genial combinación tanto de capacidad militar como habilidad política, ya que en teoría se declaraba leal al emperador Yangdi. Establecido en Luoyang, logró hacerse nombrar regente del último emperador Sui, Gongdi, un niño de siete años de edad, para finalmente deponer a este último y autoproclamarse a sí mismo emperador como Kao-tsu ('Elevado progenitor'), fundando una nueva dinastía que llevó el nombre de su título aristocrático, Tang.
Ayudado por su segundo hijo Li Shimin, el emperador emprendió entonces la tarea de pacificar China, dividida aún en distintos focos rebeldes que no reconocían la soberanía imperial. En el año 621 Li Shimin capturó a uno de los caudillos más poderosos, Tou Chiente, mientras un ejército Tang derrotó cerca de Nankín a Li Tzu-tung, haciéndose así con el control del Sureste del país. Simultáneamente, una flota remontó el río Yangtze y recuperó el control de China central, derrotando en dos cruciales batallas navales a las fuerzas del emperador Liang, Hsiao Hsien. Aunque la unificación había sido sangrienta, Gaozu supo aplicar con inteligencia medidas de perdón entre sus enemigos e incluso a los miembros de la dinastía derrocada, contribuyendo así a una especie de "gran reconciliación nacional"; asimismo, incorporó a la administración tanto a líderes rebeldes como antiguos oficiales Sui, mantuvo intactas las redes de poder locales y en sus primeros años dejó cierta libertad de gobierno a las provincias, lo que contribuyó a mantener la paz en el Imperio, y en consecuencia, a consolidar el régimen.
Entre las reformas introducidas por Gaozu destacó la codificación de una legislación (624) que afectaba a todos los aspectos de la sociedad -procedimientos judiciales, penas, derecho administrativo, distribución de la propiedad, etc- con el objetivo de crear un único cuerpo de leyes, centralizado y uniforme, cuya importancia reside en que sirvió de modelo para las dinastías posteriores y también para otros países del ámbito asiático como Vietnam, Japón y Corea; en cambio, la estructura institucional y administrativa no experimentó cambios sustanciales respecto a la dinastía Sui, salvo una tendencia a la reducción de su tamaño. Más relevante fue la reimplantación del sistema de exámenes civiles para servir en la administración, perfeccionado en épocas posteriores. En materia económica, Gaozu impulsó la colonización de nuevas tierras, la acuñación de nuevas monedas -la cantidad de dinero en circulación se cuadriplicó en pocas décadas- , el crecimiento del comercio interior, favorecido por la excelente red de transportes que proporcionaba el Gran Canal, y el desarrollo de industrias como la minería o textil.
La amplia descendencia de Gaozu (alrededor de una veintena de hijos) fue una circunstancia que complicó la cuestión sucesoria, más aún teniendo en cuenta el papel preponderante de Li Shimin, quien pese a no ser el heredero oficial ansiaba ocupar el trono. En consecuencia, un golpe palaciego instigado por este último provocó la muerte del primogénito del emperador, Chien Cheng, así como de otros de sus hijos, y a continuación Li forzó al emperador a abdicar en su favor (626).